# Temporal logik
Temporal logik är logik där de ingående satserna eller satsdelarna står i ett tidsmässigt förhållande eller beroende till varandra. Till skillnad från satslogiken som uttrycker logiken mellan samtidiga händelser, uttrycker temporal logik logiken mellan icke samtidiga händelser, och hanterar begrepp som "före", "efter", "dåtid", "framtid", "då", "nu", "sen". Även tidsaspekten i begrepp som "orsak" och "verkan" bör tillhöra den temporala logiken eftersom kausalitet inte kan uttryckas i satslogiken och en verkan inte kan föregå dess orsak.
Mera allmänt avses en formalism att använda för att klargöra filosofiska frågor om tid, och semantiken av temporala uttryck i naturligt språk. Medan temporala satser har diskuterats länge inom språkvetenskap och filosofi så formulerades det första formella systemet först 1947 av den polska logikern Jerzy Łoś.